# Ел Ватик
Абу Џафар Харун ибн Мухамед (арап. أبو جعفر هارون بن محمد) познатији по свом престоном имену ел Ватик Билах или ел Васик Билах (арап. المعتصم بالله, „Онај који верује у Алаха”; 17. јул 812, Мека — 10. август 847, Самара) био је девети абасидски калиф (842—847). Владавину су му обележиле побуне у Калифату и ратови са Византијом. Наводно је послао експедицију да потражи легендарни зид који одваја Гог и Магог. Истакао се као песник.

## Владавина
Абу Џафар Харун је био син абасидског калифа ел Мутасима и његове византијске конкубине Каратис. На престо је дошао по очевој смрти 842. године. Том приликом узео је име ел Ватик Билах или ел Васик Билах, у значењу „Онај који верује у Алаха”. Попут свог оца владао је из Самаре. У то време Абасидски калифат се простирао од Магреба до Инда, али су одређене области признавале калифову власт само формално. Ираном и Хорасаном владали су Тахириди, Ифрикијом и деловима јужне Италије Аглабиди, док се на граници са Византијом фактички осамосталио Мелитенски емират Омара ел Акте.
Одмах по устоличењу, калиф је отишао на хаџилук. По повратку је морао да се избори са низом државних проблема. Предузео је низ мера против корумпираних државних службеника 843. и 844. године, сменивши их са функција. Свог турског генерала Бугу ел Кабира послао је 844./845. године против разбојничких племена у Арабији. Године 846. откривено је да је Ахмед ибн Наср ибн Малик, потомак једног од вођа Абасидске револуције, спремао побуну у Багдаду. После суђења калиф га је лично погубио. Затим су уследили устанци у Сирији и Палестини, махом услед незадовољства арапског становништва све већим утицајем калифове турске војске на државну управу.
Ватикову спољну политику у главном су обележили сукоби са Византијом. Године 842. Аглабиди су освојили Бари, а од следеће године почели и са систематским освајањем Сицилије. После победе у бици код Мавропотама 844. године, били су обновљени арабљански упади у Малу Азију. Гусари са Крита редовно пљачкали обале хришћанске државе. Године 845. дошло је до размене заробљеника са Византинцима. Наредне године, арабљански гусари продрли су до самог Рима и опљачкали га.
Ел Ватик је, наводно, 842. године послао експедицију да истражи његов сан према коме су људи пробили легендарни бедем за који се сматрао да га је подигао сам Бог како би зауставио дивљаке. По легенди у коју је калиф очигледно веровао, свет је био подељен на два дела: на краљевство Иран, у ком владају ред и цивилизација, и на краљевство Туран, које је хаотично, анархично и опасно. Извиђачкој патроли на челу са поузданим саветником по имену Салам требало је готово годину и по да се врати и извести калифа о стању зида. Салам је известио калифа да је за зид била задужена једна породица. Они су два пута недељно ударали чекићем у зид три пута да провере да ли је безбедан и сваки пут су ослушкивали да чују има ли одступања. Сврха овога била је да дивљаци који са собом носе пропаст знају да је зид чуван и да им неће бити дозвољено да прођу. Извештај о провери зида толико је живописан и уверљив да неки историчари тврде да се односи на стварну експедицију до стварног зида. Могуће да је у питању била Капија од жада која је обележила улаз у Кину западно од Дунхуанга.
Ел Ватик је умро од грознице 10. августа 847. године у Самари. Сахрањен је у оквиру палате Харуни, коју је подигао за живота. На престолу га је наследио млађи полубрат Џафар, који је узео име ел Мутавакил. Ватик је имао сина Абу Исхака Мухамеда, који ће касније постати калиф по имену ел Мухтади.
Попут својих претходника, Ватик је био покровитељ културе и уметности. За време његове владавине Кућа мудрости у Багдаду наставила је да напредује. Калиф је био нарочито наклоњен музици и песништву. Наводи се да је компоновао преко стотину песама. Такође, послужио је као инспирација за многе приче, међу којима је и готички роман Ватек енглеског књижевника Вилијама Бекфорда из друге половине 18. века.